# Izaskun Gómez Cermeño
Izaskun Gómez Cermeño (Sant Sebastià, 1965) és una política basca. Llicenciada en dret, militant del PSE-EE, ha estat regidora el 1999-2003 i alcaldessa de Pasaia des de 2003, i juntera de les Juntes Generals de Guipúscoa el 1999-2007. A les eleccions generals espanyoles de 2008 fou escollida senadora per Guipúscoa.